# Styrsö församling
Styrsö församling är en församling i Göteborgs södra kontrakt i Göteborgs stift. Församlingen ligger i Göteborgs kommun i Västra Götalands län och ingår i Västra Frölunda pastorat.

## Administrativ historik
Församlingen bildades 1603 genom en utbrytning ur Frölunda församling.
Församlingen ingick till 1732 i pastorat med Fässbergs församling som moderförsamling för att från 1732 till 2018 utgöra ett eget pastorat och från 2018 ingå i Västra Frölunda pastorat.

## Kyrkobyggnader
- Styrsö kyrka
- Asperö kyrka
- Brännö kyrka
- Donsö kyrka
- Vrångö kyrka

Kyrkogårdar finns på Styrsö, Brännö, Donsö och Vrångö. Det finns också en gammal kyrkogård på Känsö.

## Areal
Styrsö församling omfattade den 1 januari 1976 en areal av 23,9 kvadratkilometer, varav 23,5 kvadratkilometer land.